# Нурум
Нуру́м (каз. Нұрым) — село у складі Кербулацького району Жетисуської області Казахстану. Входить до складу Басшийського сільського округу.
Населення — 585 осіб (2021; 550 у 2009, 746 у 1999, 661 у 1989).